# Camaridium mombachoense
Camaridium mombachoense là một loài thực vật có hoa trong họ Lan. Loài này được (A.H.Heller ex J.T.Atwood) M.A.Blanco mô tả khoa học đầu tiên năm 2007.